# Obac del Conill
L'Obac del Conill és una obaga del terme municipal de Conca de Dalt, al Pallars Jussà, a l'antic terme de Toralla i Serradell, en el territori del poble de Rivert.
Està situada en el sector nord-occidental del terme, al vessant oriental del Turó del Clot del Piu, a la dreta de la llau dels Graus. La seva continuïtat cap al nord-oest és l'Obaga de la Comella.